# Stadio bicentenario di Chinquihue
Lo Stadio bicentenario di Chinquihue (in spagnolo Estadio Bicentenario de Chinquihue) è uno stadio calcistico di Puerto Montt, in Cile, della capienza di 10 000 spettatori. È stato costruito nel 1982.
È utilizzato prevalentemente dalla squadra locale, il Deportes Puerto Montt.